# Чемпіонат Африки з футболу серед жінок 1991
Перший чемпіонат Африки з футболу серед жінок 1991 пройшов зі 16 лютого по 30 червня 1991 року. Усього брали участь вісім збірних, але боролися за титул лише чотири. Турнір відбувався у форматі плей-оф зі двома матчами, включаючи фінал. Переможцем стала Нігерія та отримала путівку на чемпіонат світу серед жінок 1991. Загалом було проведено 6 матчів та забито 22 голи. 

## Учасники
Усього брали участь 8 збірних.
- Камерун
- Республіка Конго
- Гана
- Гвінея
- Нігерія
- Сенегал
- Північна Родезія
- Зімбабве

## Перший раунд
| Команда 1 | Заг.  | Команда 2        | 1-й матч | 2-й матч |
| --------- | ----- | ---------------- | -------- | -------- |
| Нігерія   | 7-2   | Гана             | 5:1      | 2:1      |
| Гвінея    | т. п. | Сенегал          | —        | —        |
| Замбія    | т. п. | Зімбабве         | —        | —        |
| Камерун   | т. п. | Республіка Конго | —        | —        |

## Другий раунд
| Команда 1 | Заг.  | Команда 2 | 1-й матч | 2-й матч |
| --------- | ----- | --------- | -------- | -------- |
| Нігерія   | 7-0   | Гвінея    | 3:0      | 4:0      |
| Замбія    | т. п. | Камерун   | —        | —        |

## Фінал
| 15 липня 1991 |

| Нігерія | 2:0 | Камерун |
| ------- | --- | ------- |
|         |     |         |

| «Національний», Лагос |

| 30 червня 1991 |

| Камерун | 0:4 | Нігерія |
| ------- | --- | ------- |
|         |     |         |

| Стадіон імені Амаду Ахіджо, Яунде |